# Marokkaanse namenlijst
De Marokkaanse namenlijst is een lijst met circa 100 deels Arabische voornamen die door de Marokkaanse overheid goedgekeurd zijn. De lijst wordt periodiek herzien door het Haut Commisariat à l’Etat Civil te Rabat. Voor de erkenning van een nieuwe voornaam is vereist dat hij voldoet aan de voorwaarden van de wetgeving inzake burgerlijke stand. Bij de herziening van 2008 werden sommige Berberse namen van de lijst verwijderd. Het Marokkaanse Consulaat stelt: "nieuw geborenen kunnen enkel ingeschreven worden met een Marokkaanse voornaam die conform de van kracht zijnde reglementen van de burgerlijke stand is (artikel 16 en 21)".
Een aantal Nederlandse gemeenten raadt of raadde Nederlandse Marokkanen bij het inschrijven van hun kinderen aan een van deze voornamen te kiezen, omdat dat problemen bij visumaanvragen en het opeisen van erfenissen in Marokko zou voorkomen.
Er heerst kritiek op deze handelwijze, omdat het de vrijheid van het kiezen van een voornaam zou beperken, en de Nederlandse burgerlijke stand als verlengstuk van Marokkaans overheidsbeleid zou maken. Gemeenten die de namenlijst verstrekken verdedigen zich met de stelling dat ze slechts informatie verschaffen die voor hun burgers van belang kan zijn.
Ahmed Aboutaleb, burgemeester van Rotterdam met zowel de Marokkaanse als Nederlandse nationaliteit, heeft zich negatief over de namenlijst uitgelaten. Hij stelde dat deze lijst na februari 2009 niet meer in Rotterdam gehanteerd werd en "als die lijst er wel zou zijn, zou ik hem eigenhandig verbranden".
Job Cohen, burgemeester van Amsterdam, was in eerste instantie voorstander van de lijst omdat het kostbare problemen voor Marokkaanse Nederlanders in de toekomst zou kunnen voorkomen. Desondanks stelde hij op 9 april aan de Amsterdamse gemeenteraad voor de lijst niet langer automatisch aan te bieden, maar naar de website van het Marokkaanse consulaat te verwijzen.
Ook in Almere gingen begin april 2009 stemmen op om de lijst niet meer automatisch aan ouders van pasgeborenen aan te bieden. De toenmalige liberale burgemeester van Almere Annemarie Jorritsma gaf echter aan de lijst als een service te zien.